# Dünner Straße 163 (Mönchengladbach)

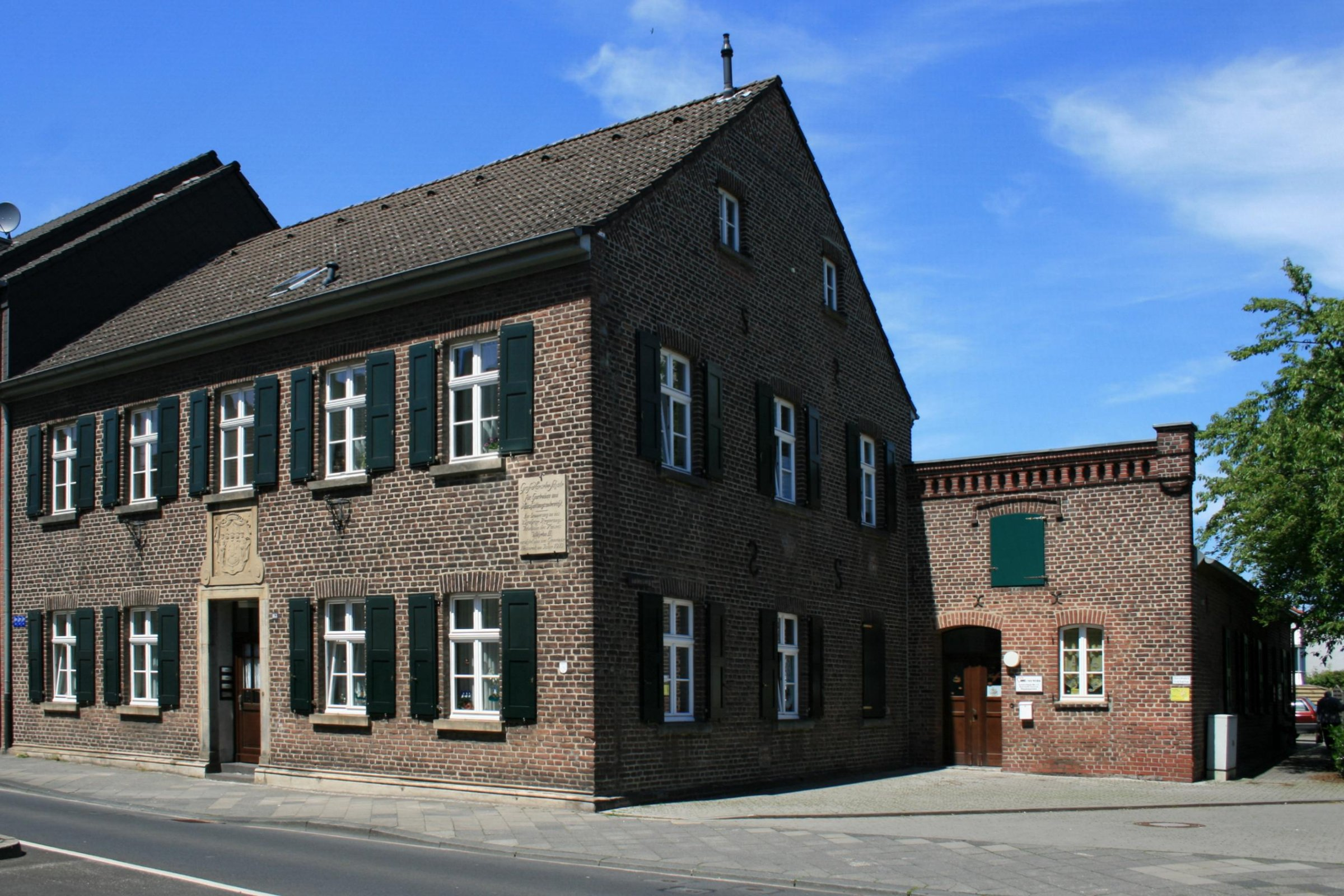
Schule (2010)

Die Schule Dünner Straße 163 steht im Stadtteil Neuwerk-Dünn in Mönchengladbach (Nordrhein-Westfalen).
Das Haus wurde im dritten Viertel des 19. Jahrhunderts erbaut. Es ist unter Nr. D 025 am 9. Oktober 1995 in die Denkmalliste der Stadt Mönchengladbach eingetragen worden.

## Architektur
Abseits des Neuwerker Ortszentrums an der Einmündung des Gatherweges in die Dünner Straße steht das traufständige Backsteingebäude von zwei Geschossen und fünf Achsen; rückwärtig bzw. seitlich drei Anbauten in Form einer vierseitig geschlossenen Anlage. Axialsymmetrisch gegliedert durch mittigen Hauszugang, den eine Werksteinrahmung (Liedberger Sandstein) mit Putz-Supraporte (Graf-Haeseler-Wappen) betont. Innerhalb der volutenverzierten Einfassung zwei Putten, die einen Wappenschild halten.
Die gleichförmig hochrechteckig mit gemauertem Sturz ausgebildeten Fenster sind in regelmäßigen Abständen angeordnet und gleichfalls mit Sohlbänken aus Liedberger Sandstein ausgestattet. An den Fenstern des Erdgeschosses Schlagläden. An der rechten Gebäudeecke eine Erinnerungstafel: Graf-Haeseler-Schule für Gartenbau und Haushaltungsunterricht Zur Erinnerung an das 25-jährige Regierungsjubiläum des Kaisers Wilhelm II.; errichtet von der Gemeinde Neuwerk im Jahre 1913.
Ein Satteldach in Ziegeldeckung (jüngeren Datums) schließt das Gebäude ab. Die östliche Giebelseite ist in drei gleichwertige Achsen gegliedert; die Fenster analog denen der Straßenfassade ausgebildet und mit Schlagläden (Erdgeschoss) versehen. Im Giebelfeld zwei kleiner dimensionierte Fensteröffnungen. Versetzt zwischen den Geschossen vier Maueranker.
Rechts an die Giebelwand anschließend ein eingeschossiger, langgestreckter Anbau mit zinnenförmigem Abschluss. Die westliche, verputzte Giebelwand ist entsprechend gegliedert; das mittlere Fenster des Obergeschosses jedoch vermauert. An den Fenstern der beiden Hauptgeschosse Schlagläden.